# Немчик (Куявсько-Поморське воєводство)
Немчик (пол. Niemczyk) — село в Польщі, у гміні Папово-Біскупи Хелмінського повіту Куявсько-Поморського воєводства.
Населення — 278 осіб (2011).
У 1975-1998 роках село належало до Торунського воєводства.

## Демографія
Демографічна структура станом на 31 березня 2011 року:
|          | Загалом | Допрацездатний вік | Працездатний вік | Постпрацездатний вік |
| -------- | ------- | ------------------ | ---------------- | -------------------- |
| Чоловіки | 141     | 23                 | 110              | 8                    |
| Жінки    | 137     | 35                 | 82               | 20                   |
| Разом    | 278     | 58                 | 192              | 28                   |